# Blumea
 Blumea   Augustin Pyramus de Candolle, 1833 è un genere di piante angiosperme dicotiledoni della famiglia delle Asteraceae, sottofamiglia Asteroideae, tribù Inuleae e sottotribù Inulinae.

## Etimologia
Il nome del genere è stato dato in onore di Karel Lodewijk Blume (1789–1862), scrittore olandese sulle Indie orientali.
Il nome scientifico del genere è stato definito dal botanico Augustin Pyramus de Candolle (1778-1841) nella pubblicazione " Archives de Botanique. Paris" ( Arch. Bot. (Paris) 2: 514) del 1833.

## Descrizione

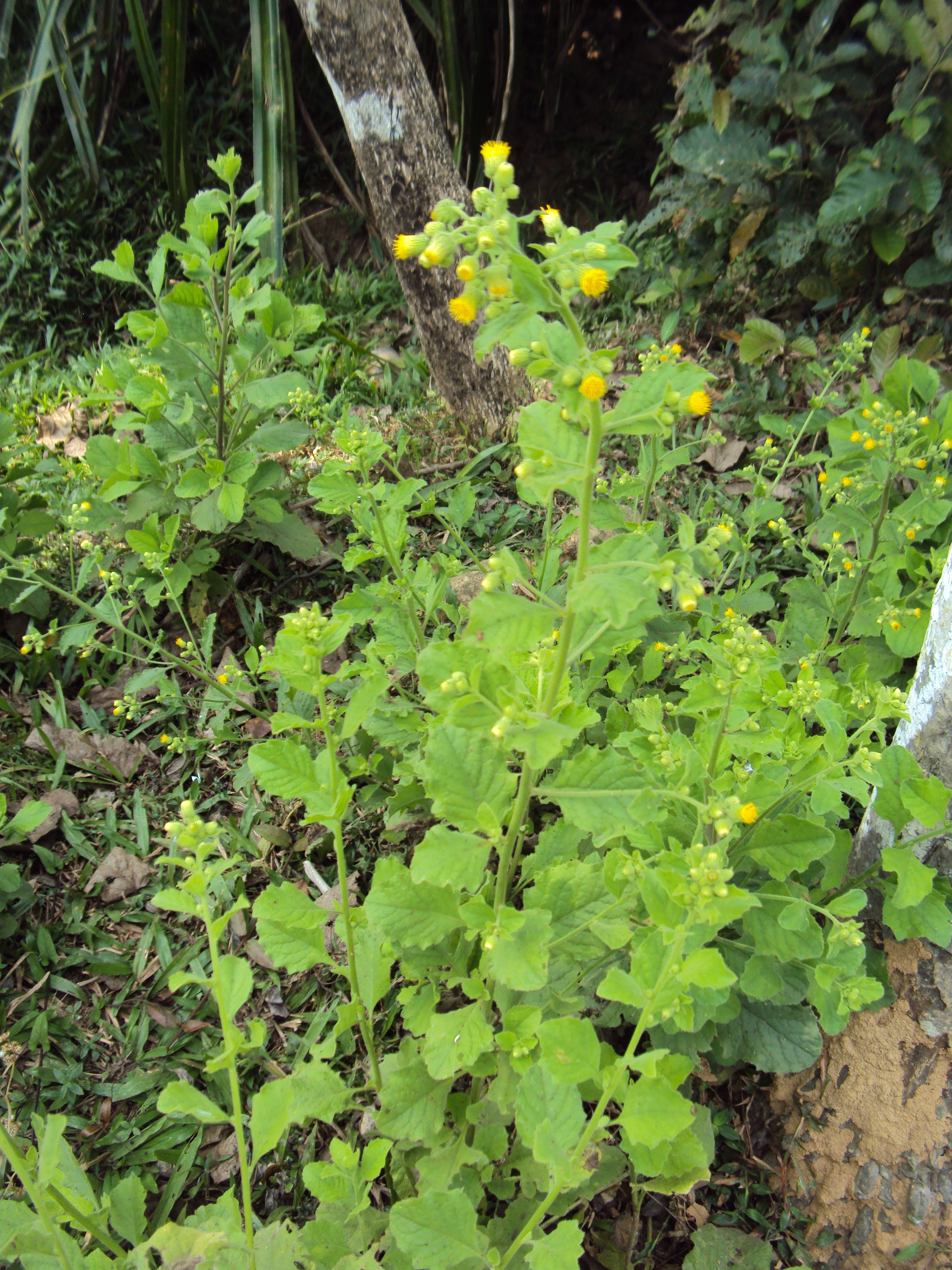
Il portamento
Blumea lacera

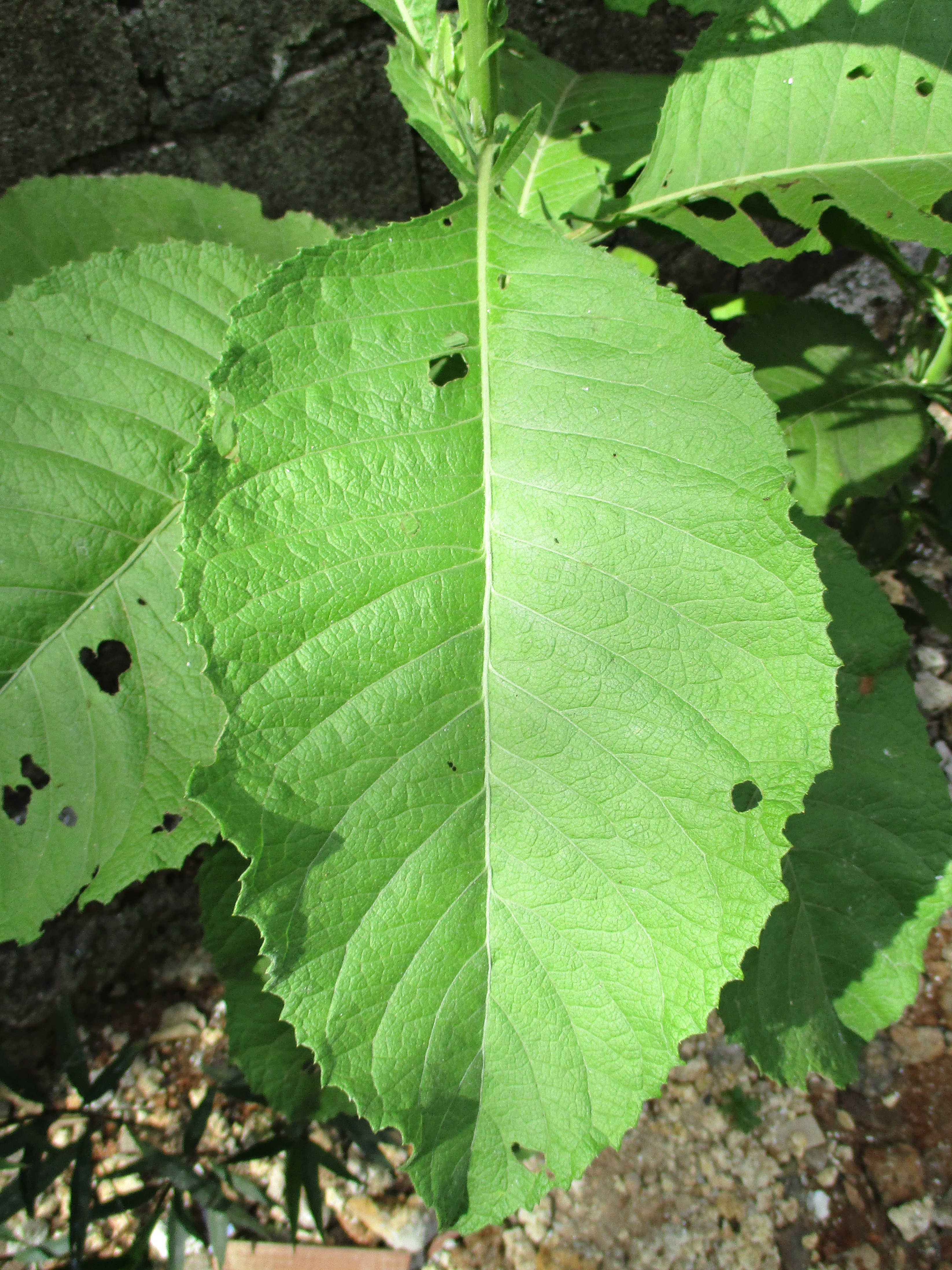
Le foglie
Blumea balsamifera

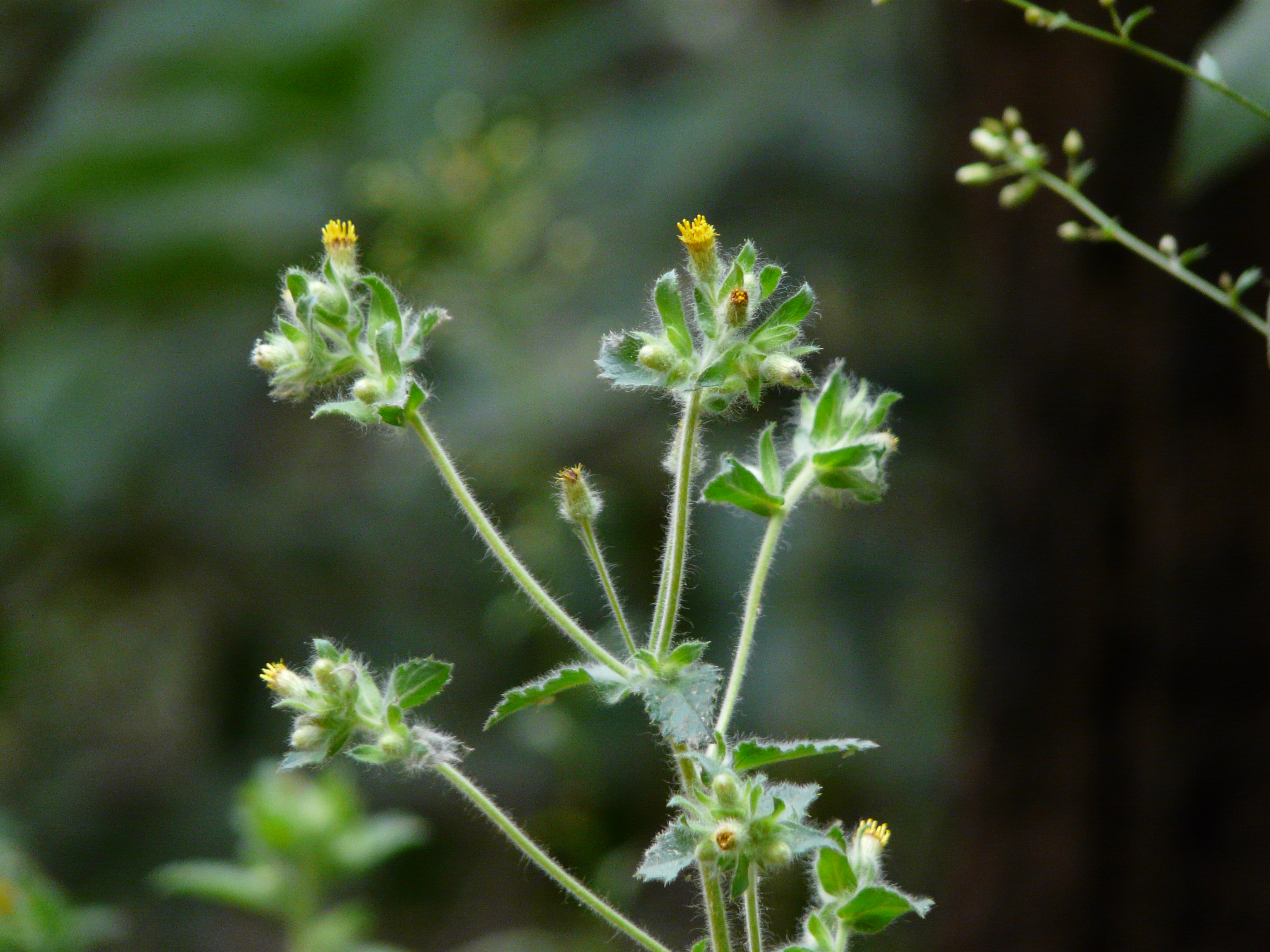
Infiorescenza
Blumea belangeriana

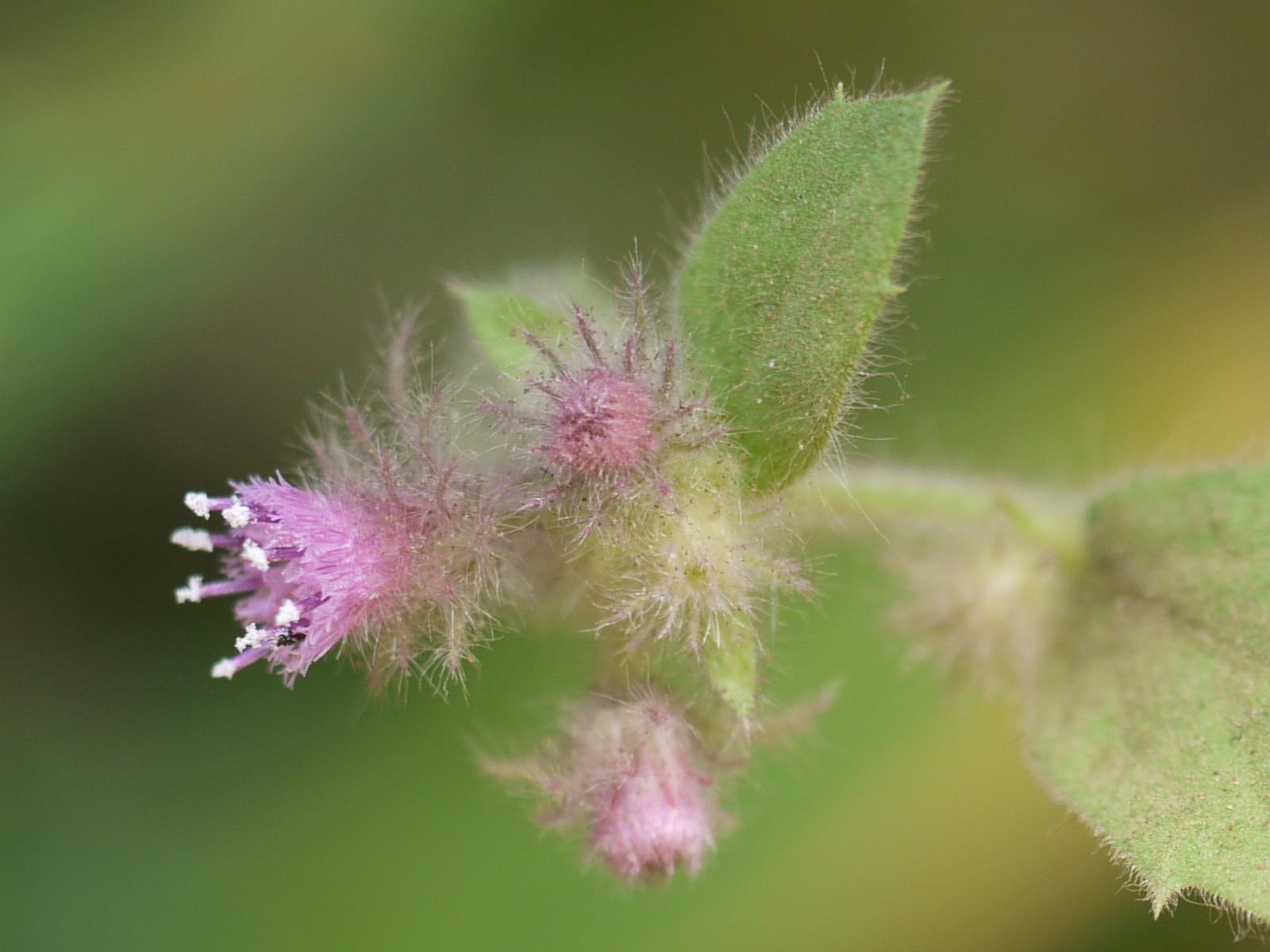
I fiori
Blumea axillaris

Portamento. Le specie di questo genere sono arbusti o erbe. Alcune di esse sono specie ruderali.
Fusto. La parte sotterranea del fusto consiste prevalentemente in rizomi. Generalmente il floema è privo di strati fibrosi; inoltre sono assenti i tessuti latticiferi.
Foglie. Le foglie lungo il caule sono disposte in modo alternato, sessile o brevemente picciolato. La lamina può essere semplice, dentata e raramente lobata. Le superfici sono pubescenti. 
Infiorescenza. Le infiorescenze sono formate da capolini in formazioni corimbose, panicolate. I capolini sono di tipo disciforme e eterogami. I capolini sono formati da un involucro campanulato-globoso composto da brattee disposte in modo embricato al cui interno un ricettacolo fa da base ai fiori filiformi periferici o fiori del raggio e ai fiori tubulosi quelli centrali o del disco. Le brattee sono disposte generalmente su 4-5 righe; hanno consistenza erbacea o cartilaginea, ma senza margini ialini; gli stereomi non sono divisi. Il ricettacolo è privo di pagliette a protezione della base dei fiori (nudo).
Fiori.  I fiori sono tetra-ciclici (formati cioè da 4 verticilli: calice – corolla – androceo – gineceo) e pentameri (calice e corolla formati da 5 elementi). Si distinguono in:
- fiori del raggio (esterni): sono femminili e sono disposti su una o più serie; la forma è filiforme (zigomorfa);
- fiori del disco (centrali): sono più numerosi con forme brevemente tubulose (attinomorfe); sono ermafroditi e fertili.

- Formula fiorale:

*/x K {\displaystyle \infty }, [C (5), A (5)], G 2 (infero), achenio
- Calice: i sepali del calice sono ridotti ad una coroncina di squame.

- Corolla:

- fiori del raggio: la forma della corolla alla base è più o meno tubulosa-imbutiforme; l'apice è minutamente dentato con 2-3 denti; il colore può essere giallo (normalmente) o porpora;
- fiori del disco: la forma è tubulare bruscamente divaricata in 4-5 brevi lobi; il colore può essere giallo (normalmente) o porpora.

- Androceo: l'androceo è formato da 5 stami sorretti da filamenti generalmente liberi; gli stami sono connati e formano un manicotto circondante lo stilo; le antere sono minutamente speronate con coda. Il tessuto dell'endotecio è a forma radiata o polarizzata. Le cellule del collare dei filamenti sono piatte o di tipo mammelloso.

- Gineceo: il gineceo ha un ovario uniloculare infero formato da due carpelli.[5] Lo stilo è unico e con due stigmi nella parte apicale. Gli stigmi spesso sono provvisti di peli acuti che terminano sopra la biforcazione senza raggiungerla. Le superfici stigmatiche confluiscono all'apice, mentre alla base sono separate in due distinte linee (lignee stigmatiche marginali[7]). Il polline è spinuloso.

Frutti. I frutti sono degli acheni con pappo. Gli acheni hanno una forma strettamente oblunga. L'epidermide dell'achenio è provvista di grandi cristalli di ossalato di calcio, oppure di cristalli simili alla sabbia, oppure ne è priva. Il pappo è formato setole capillari, o setole capillari miste a piccole squame o larghe squame sole. 

## Biologia
Impollinazione: l'impollinazione avviene tramite insetti (impollinazione entomogama tramite farfalle diurne e notturne).

Riproduzione: la fecondazione avviene fondamentalmente tramite l'impollinazione dei fiori (vedi sopra).

Dispersione: i semi (gli acheni) cadendo a terra sono successivamente dispersi soprattutto da insetti tipo formiche (disseminazione mirmecoria). In questo tipo di piante avviene anche un altro tipo di dispersione: zoocoria. Infatti gli uncini delle brattee dell'involucro (se presenti) si agganciano ai peli degli animali di passaggio disperdendo così anche su lunghe distanze i semi della pianta. Inoltre per merito del pappo (se presente) il vento può trasportare i semi anche a distanza di alcuni chilometri (disseminazione anemocora).

## Distribuzione e habitat
Le specie di questo genere sono distribuite in Africa, Asia tropicale e Australia. Il genere Blumea cresce nelle aree tropicali e subtropicali dell'Asia, specialmente nel Subcontinente indiano e nell'Asia sudorientale. Poche specie sono anche presenti in Australia e ancor meno si trovano in Africa.

## Sistematica
La famiglia di appartenenza di questa voce (Asteraceae o Compositae, nomen conservandum) probabilmente originaria del Sud America, è la più numerosa del mondo vegetale, comprende oltre 23.000 specie distribuite su 1.535 generi, oppure 22.750 specie e 1.530 generi secondo altre fonti (una delle checklist più aggiornata elenca fino a 1.679 generi). La famiglia attualmente (2021) è divisa in 16 sottofamiglie; la sottofamiglia Asteroideae è una di queste e rappresenta l'evoluzione più recente di tutta la famiglia.

### Filogenesi
La tribù Inuleae (comprendente le Inulinae) è una delle 21 tribù della sottofamiglia Asteroideae). Da un punto di vista filogenetico, la tribù Inuleae, all'interno della sottofamiglia, fa parte del gruppo "Helianthodae". La sottotribù Inulinae è caratterizzata dalla particolare pubescenza dello stilo e dagli acheni con cristalli di ossalato di calcio.
Nell'ambito della sottotribù Blumea, da un punto di vista filogenetico, fa parte del "Gruppo basale" (= distacco precoce dal resto dei generi del gruppo Inulinae) consistente in un clade formato dai generi Duhaldea-Caesulia-Blumea e la specie Vicoa indica.
Esami micromorfologici indicano che questo genere è un assemblato eterogeneo di specie. Ulteriori indagini sono necessarie per circoscrivere al meglio questo gruppo.
I caratteri distintivi del genere sono:
- le foglie sono dentate o intere, raramente sono lobate;
- i fiori femminili sono filiformi;
- i fiori del disco in genere sono perfetti (ermafroditi e fertili).

Il numero cromosomico delle specie di questo genere è: 2n = 16, 18, 20, 22, 30, 32, 36, 44, 48 e 54.

### Elenco delle specie
Questo genere ha 96 specie:
A
- Blumea adamsii J.-P.Lebrun & Stork
- Blumea adenophora Franch.
- Blumea afra (DC.) O.Hoffm.
- Blumea angustifolia Thwaites
- Blumea arfakiana Martelli
- Blumea arnakidophora Mattf.
- Blumea aromatica DC.
- Blumea axillaris (Lam.) DC.

B
- Blumea balfourii Hemsl.
- Blumea balsamifera (L.) DC.
- Blumea barbata DC.
- Blumea belangeriana DC.
- Blumea benthamiana Domin
- Blumea bicolor Merr.
- Blumea bifoliata (L.) DC.
- Blumea borneensis S.Moore
- Blumea bovei (DC.) Vatke
- Blumea braunii (Vatke) J.-P.Lebrun & Stork
- Blumea bullata J.Kost.

C
- Blumea canalensis S.Moore
- Blumea celebica Boerl.
- Blumea chishangensis S.W.Chung, Z.Hao Chen, S.H.Liu & W.J.Huang
- Blumea confertiflora Merr.
- Blumea conspicua Hayata
- Blumea crinita Arn.

D
- Blumea densiflora (Wall.) DC.
- Blumea diffusa R.Br. ex Benth.

E
- Blumea eriantha DC.

F
- Blumea fistulosa (Roxb.) Kurz
- Blumea flava DC.
- Blumea formosana Kitam.

H
- Blumea heudelotii (C.D.Adams) Lisowski
- Blumea hieraciifolia Hayata
- Blumea hirsuta (Less.) M.R.Almeida
- Blumea hossei Craib ex Hosseus
- Blumea hsinbaiyangensis S.S.Ying
- Blumea htamanthii  C.X.Yang & Y.Luo
- Blumea humilis  S.S.Ying
- Blumea incisa (Elmer) Merr.
- Blumea integrifolia DC.
- Blumea intermedia J.Kost.
- Blumea junghuhniania (Miq.) Boerl.

L
- Blumea lacera (Burm.f.) DC.
- Blumea laevis (Lour.) Merr.
- Blumea lanceolaria (Roxb.) Druce
- Blumea linearis C.I Peng & W.P.Leu
- Blumea longipes Merr.
- Blumea luoshaoensis S.S.Ying
- Blumea lutea  (J.S.Law ex Wight) K.C.Mohan

M
- Blumea macrostachya DC.
- Blumea malcolmii Hook.f.
- Blumea manilaliana  (C.P.Raju & R.R.V.Raju) K.C.Mohan
- Blumea manillensis  (Less.) DC.
- Blumea martiniana Vaniot
- Blumea megacephala (Randeria) C.T.Chang & C.H.Yu
- Blumea membranacea DC.
- Blumea milnei Seem.
- Blumea mindanaensis Merr.
- Blumea moluccana (Gaudich.) Boerl.

N
- Blumea napifolia DC.

O
- Blumea obliqua (L.) Druce
- Blumea oblongifolia Kitam.
- Blumea obovata DC.
- Blumea oxyodonta DC.

P
- Blumea papuana S.Moore
- Blumea psammophila Dunlop
- Blumea pungens W.Fitzg.

R
- Blumea ramosii Merr.
- Blumea repanda (Roxb.) Hand.-Mazz.
- Blumea riparia (Blume) DC.

S
- Blumea sagittata Gagnep.
- Blumea saussureoides Chang & Y.Q.Tseng
- Blumea saxatilis Zoll.
- Blumea scabrifolia Ridl.
- Blumea scapigera Domin
- Blumea sericea (Thomson) Anderb. & A.K.Pandey
- Blumea sessiliflora Decne.
- Blumea sikkimensis Hook.f.
- Blumea sinuata (Lour.) Merr.
- Blumea stenophylla Merr.
- Blumea stricta (DC.) Anderb. & Bengtson
- Blumea subalpina Lauterb.
- Blumea sumbavensis (Miq.) Boerl.
- Blumea sylvatica (Blume) DC.

T
- Blumea tenella DC.
- Blumea tenuifolia C.Y.Wu
- Blumea ternatensis (Miq.) Boerl.
- Blumea timorensis DC.

V
- Blumea vanoverberghii Merr.
- Blumea venkataramanii R.S.Rao & Hemadri
- Blumea veronicifolia Franch.
- Blumea vestita Kitam.
- Blumea viminea DC.
- Blumea virens DC.

Z
- Blumea zeylanica Grierson

### Sinonimi
Sono elencati alcuni sinonimi per questa entità:
- Bileveillea Vaniot
- Blumeopsis  Gagnep.
- Cyathocline  Cass.
- Doellia  Sch.Bip.
- Leveillea  Vaniot
- Nanothamnus  Thomson
- Placus  Lour.

## Altre notizie
Molte specie del genere Blumea sono utilizzate nella medicina tradizionale cinese. Altro impiego è l'uso decorativo come piante secche.
La Blumea balsamifera (Nat; หนาด) è ritenuta in grado di allontanare gli spiriti nel folklore tailandese ed è utilizzata come pianta medicinale nelle Filippine.
L'olio essenziale della foglia di Blumea mollis contiene linalolo (circa 19%), γ-elemene (circa 12%), copaene (circa 11%), estragolo (circa 11%), ''allo''-ocimene (circa 10%), γ-terpinene (circa 8%) e ''allo''-aromadendrene (circa 7%). 
Questo olio essenziale ha effetti significativi di tossicità nei confronti delle larve di Culex quinquefasciatus al principio del quarto stadio, con LD50 = 71.71 mg/kg e LD90 = 143.41 mg/kg.

## Altri utilizzi del nome
Blumea è anche il nome della rivista specializzata Journal of Plant Taxonomy and Plant Geography pubblicato dal National Herbarium of the Netherlands.